# Gabriel Martinelli
Gabriel Teodoro Martinelli Silva (født 18. juni 2001) er en brasiliansk professionel fodboldspiller, som spiller for Premier League-klubben Arsenal og Brasiliens landshold.

## Klubkarriere

### Ituano
Martinelli begyndte sin karriere hos Ituano FC, hvor han gjorde sin professionelle debut i marts 2018.

### Arsenal
Martinelli skiftede i juli 2019 til Arsenal. Han havde en fantastisk start til sin tid i klubben, da han scorede 7 mål i sine første 7 kampe for klubben. Han blev kåret til månedens spiller i klubben for oktober 2019. Han endte sin debutsæson med 12 mål på tværs af alle turneringer, og blev hermed den første teenager til at score 10+ mål i en sæson for Arsenal siden Nicolas Anelka.
2020-21 sæsonen var dog en skuffelse, da han missede mere end halvdelen af sæsonen som resultat af en knæskade. Han var dog tilbage ved fuld styrke for 2021-22 sæsonen, hvor han var etableret som en fast del af førsteholdet. Martinelli blev i maj 2022 givet et nyt trøjenummer, da han overtog nummer 11 trøjen.

## Landsholdskarriere
Martinelli er født i Brasilien, men holder også italiensk statsborgerskab gennem sin far, som er af italiensk afstamning. Han kunne som resultat også have spillet for Italiens landhold. Han afviste dog at spille for Italien, da han ønskede at spille for sit fødeland.

### Olympiske landshold
Martinelli var del af Brasiliens trup til sommer-OL 2020, hvor at Brasilien vandt guld.

### Seniorlandshold
Martinelli debuterede for Brasiliens landshold den 25. marts 2022.

## Titler
Arsenal
- FA Cup: 1 (2019-20)
- FA Community Shield: 1 (2023)

Brazil U/23
- Sommer-OL: Guldmedalje (2020)